# Algoritmo di Cartan-Karlhede
L'algoritmo di Cartan-Karlhede è un metodo matematico utilizzato per confrontare e classificare varietà riemanniane, che sono strutture geometriche fondamentali in matematica e fisica. In termini semplici, questo algoritmo aiuta a determinare se due spazi curvi (chiamati varietà) sono "simili" o "uguali" a livello locale, cioè se si comportano in modo identico in piccole regioni.

## Come funziona
1. Derivate del tensore di curvatura: L'algoritmo si basa sul calcolo delle derivate del tensore di curvatura, un oggetto matematico che descrive come uno spazio è curvato. Cartan ha dimostrato che, in uno spazio di dimensione n, è possibile limitare il numero di derivate necessarie per fare questo confronto a un massimo di n(n+1)/2.
2. Compatibilità algebrica: Se le derivate del tensore di curvatura di una varietà sono compatibili in modo specifico con quelle dell'altra varietà, allora si può concludere che le due varietà sono isometriche, ovvero localmente identiche.
3. Applicazioni pratiche: Sebbene l'algoritmo possa richiedere un gran numero di calcoli, nei casi pratici spesso ne bastano molti meno. Questo lo rende più gestibile con i moderni strumenti computazionali.

## Importanza nella relatività generale
Nella relatività generale, l'algoritmo è particolarmente utile perché offre un modo per distinguere tra diversi spazi-tempo, che sono le rappresentazioni geometriche dell'universo secondo la teoria di Einstein. A differenza delle varietà riemanniane, gli spazi-tempo hanno caratteristiche più complesse, quindi l'algoritmo aiuta a chiarire queste differenze e a comprendere meglio la geometria dello spazio-tempo.In sintesi, l'algoritmo di Cartan-Karlhede è uno strumento fondamentale per i matematici e i fisici che studiano la geometria degli spazi curvi e le loro applicazioni nella relatività generale.